# Осовецкий сельский совет (Бучачский район)
Осовецкий сельский совет (укр. Осовецька сільська рада) — входит в состав
Бучачского района
Тернопольской области
Украины.
Административный центр сельского совета находится в 
с. Осовцы.

## История
- 1971 — дата образования.

## Населённые пункты совета
- с. Осовцы